# Jörn Köhler
Jörn Köhler (Göttingen, 1970. június 23. –) német zoológus, herpetológus. Zoológiai szakmunkákban nevének rövidítése: „Köhler”.

## Élete és munkássága
A Bonni Egyetemen tanult biológiát, Ph.D-jét 2000-ben szerezte meg zoológiából a bonni Zoologische Forschungsmuseum Alexander Koenig munkatársaként. Fő kutatási területe a trópusi, elsősorban dél-amerikai és afrikai kétéltűek és hüllők taxonómiája, rendszertana, filogenetikája, bioföldrajza és ökológiája. Alapító tagja a BIOPAT-nak (1999). 2007-től 2013-ig tagja volt a Német Herpetológiai Társaság (DGHT) irányítóbizottságának. A német SALAMANDRA herpetológiai folyóirat főszerkesztője. 2005-től a Hessisches Landesmuseum Darmstadt kutatója és kurátora a gerincesek zoológiájának területén. Számos tudományos folyóiratban publikált cikkeket.

## Az általa leírt taxonok
- Anodonthyla emilei Vences, Glaw, Köhler & Wollenberg, 2010
- Anodonthyla jeanbai Vences, Glaw, Köhler & Wollenberg, 2010
- Anodonthyla theoi Vences, Glaw, Köhler & Wollenberg, 2010
- Anodonthyla vallani Vences, Glaw, Köhler & Wollenberg, 2010
- Boophis arcanus Glaw, Köhler, De la Riva, Vieites & Vences, 2010
- Boophis baetkei Köhler, Glaw & Vences, 2008
- Boophis entingae Glaw, Köhler, De la Riva, Vieites & Vences, 2010
- Boophis haingana Glaw, Köhler, De la Riva, Vieites & Vences, 2010
- Boophis lilianae Köhler, Glaw & Vences, 2008
- Boophis luciae Glaw, Köhler, De la Riva, Vieites & Vences, 2010
- Boophis miadana Glaw, Köhler, De la Riva, Vieites & Vences, 2010
- Boophis piperatus Glaw, Köhler, De la Riva, Vieites & Vences, 2010
- Boophis praedictus Glaw, Köhler, De la Riva, Vieites & Vences, 2010
- Boophis roseipalmatus Glaw, Köhler, De la Riva, Vieites & Vences, 2010
- Boophis sandrae Glaw, Köhler, De la Riva, Vieites & Vences, 2010
- Boophis spinophis Glaw, Köhler, De la Riva, Vieites & Vences, 2010
- Boophis tampoka Köhler, Glaw & Vences, 2008
- Chiasmocleis magnova Moravec & Köhler, 2007
- Dendropsophus coffeus (Köhler, Jungfer & Reichle, 2005)
- Dendropsophus delarivai (Köhler & Lötters, 2001)
- Dendropsophus joannae (Köhler & Lötters, 2001)
- Dendropsophus juliani Moravec, Aparicio & Köhler, 2006
- Dendropsophus reichlei Moravec, Aparicio, Guerrero-Reinhard, Calderon & Köhler, 2008
- Gastrotheca piperata Duellman & Köhler, 2005
- Hypsiboas nympha Faivovich, Moravec, Cisneros-Heredia & Köhler, 2006
- Leptopelis mackayi Köhler, Bwong, Schick, Veith & Lötters, 2006
- Noblella carrascoicola (De la Riva & Köhler, 1998)
- Noblella ritarasquinae (Köhler, 2000)
- Oreobates zongoensis (Reichle & Köhler, 1997)
- Phrynobatrachus kakamikro Schick, Zimkus, Channing, Köhler & Lötters, 2010
- Plethodontohyla fonetana Glaw, Köhler, Bora & Rabibisoa, 2007
- Pristimantis llojsintuta (Köhler & Lötters, 1999)
- Pristimantis olivaceus (Köhler, Morales, Lötters, Reichle & Aparicio, 1998)
- Pristimantis samaipatae (Köhler & Jungfer, 1995)
- Rhacophorus orlovi Ziegler & Köhler, 2001
- Rhinella stanlaii (Lötters & Köhler, 2000)
- Tylototriton vietnamensis Böhme, Schöttler, Nguyen & Köhler, 2005
- Yunganastes ashkapara (Köhler, 2000)
- Yunganastes Padial, Castroviejo-Fisher, Köhler, Domic & De la Riva, 2007